# 대니 버치

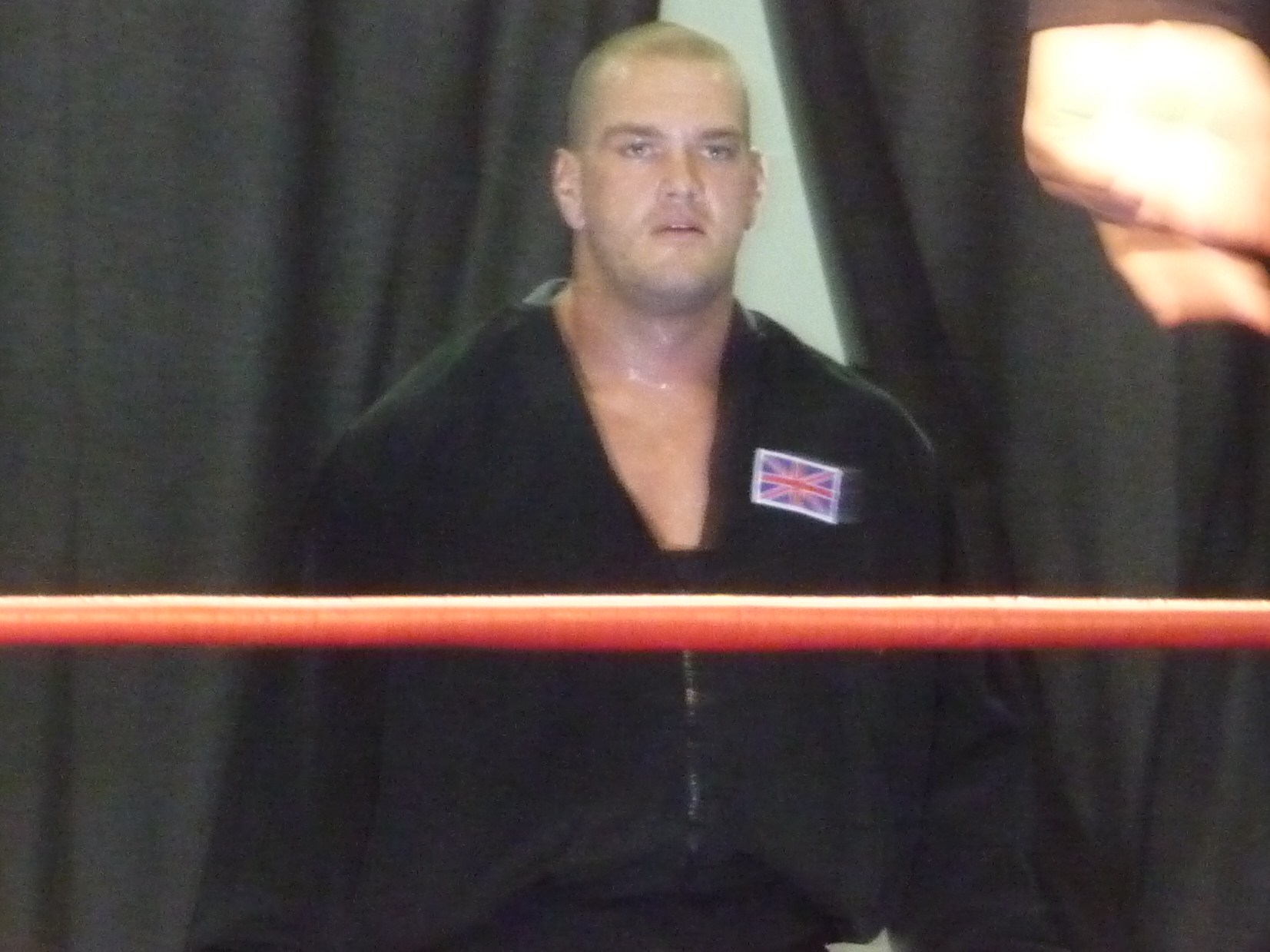
2010년 5월

마틴 스톤(Martin Stone)은 본명은 마틴 해리스(Martin Harris, 1981년 12월 31일 ~ )다. 영국의 프로레슬링선수다. 키는 184cm 몸무게는 97kg이다. 현재는 WWE NXT에서 활동을 하고 있다. 피니쉬는 런던 브리지(로프 헝 스파이크 DDT)로 사용을 한다. WWE 링네임은 대니 버치(Danny Burch)다.